# Láposdebrek
Láposdebrek (románul: Dobricul Lăpușului) falu Romániában, Erdélyben, Máramaros megyében, a Lápos-vidéken.

## Fekvése
Magyarlápostól öt kilométerre északkeletre, 4-500 méteres hegyek között elterülő patakvölgyben fekszik.

## Története
A 16. század első felében települt, román lakossággal. 1548-ban Debrek, 1627-ben Oláh-Debrik, 1679-ben Dobrik, 1750-ben Lápos-Debrek, 1829-ben Nagy, máskép Lápos-Debrek néven írták. Kezdetben Csicsó várához tartozott. Báthory Zsigmond 1584-ben, szűk és terméketlen határa miatt lakóit felmentette a harmincad megfizetése alól. Jobbágyfalu volt. Legnagyobb birtokosa a 17. század első felében a cegei Wass, majd 1656 és 1729 között a Keresztesi család. A fiskus szamosújvári uradalmának itteni részét 1780-ban, ötven évre Teleki Ádám kapta zálogba. 1780 körül jött létre görögkatolikus egyháza. 1786-ban Teleki Ádám 85 jobbágycsaládot, 1820-ban Teleki Anna 52, Teleki László 26 telket bírt a faluban. Belső-Szolnok, 1876-tól Szolnok-Doboka vármegyéhez tartozott.
1900-ban 559 lakosából 544 volt román anyanyelvű; 284 ortodox, 259 görögkatolikus és 15 zsidó vallású.
2002-ben 451 román nemzetiségű lakosából 449 volt ortodox vallású.

## Látnivalók
- A Istenszülő bevezetése a templomba-fatemplom 1701-ben épült. Belső festményeit stiláris jegyek alapján a nemesbudafalvi Radu Munteanunak tulajdonítják.
- A Szent arkangyalok (a volt görögkatolikus) fatemplom a 18. század legvégén épült. Belsejét szintén Radu Munteanu festette ki. Pronaoszának képei a mennyezeten az Jelenések könyve jeleneteit ábrázolják, a déli és az északi falon látható az utolsó ítélet. Ennek érdekes részlete az Élet kereke, küllői közt a húsz, negyven, hatvan és nyolcvanéves kor jelképével.

## Képek

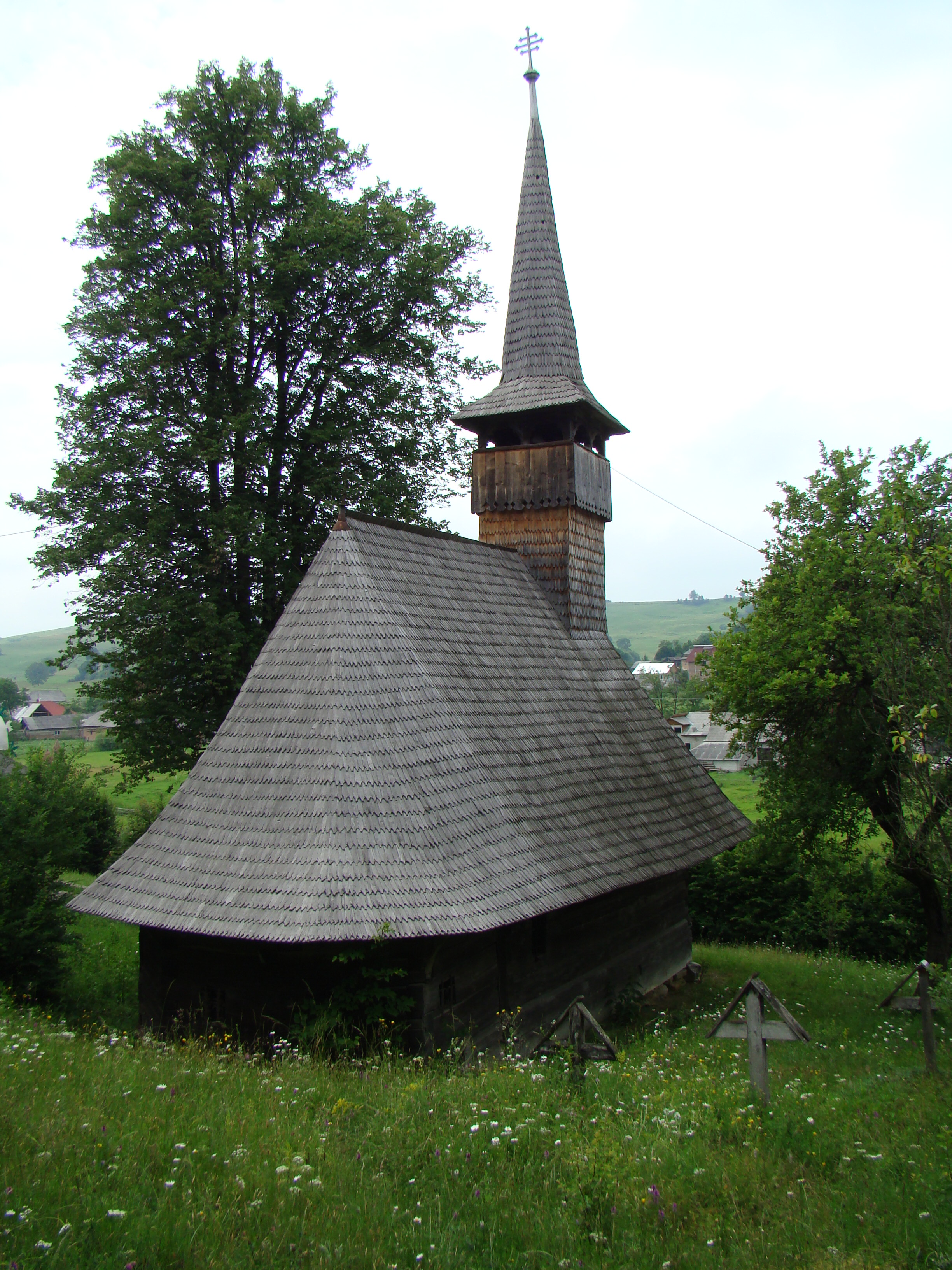
A Mária bemutatása a templomban fatemplom
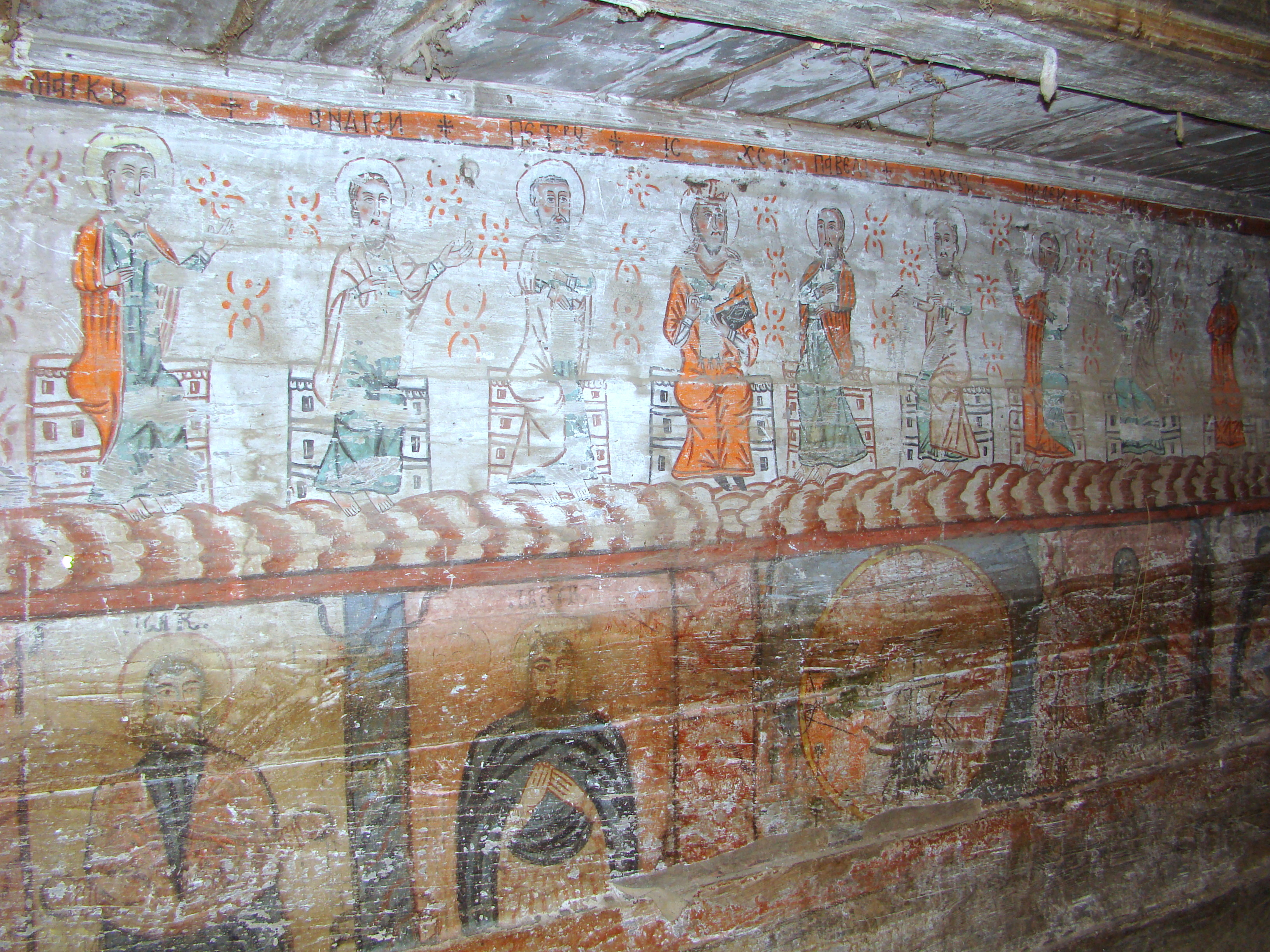
Falfestményei
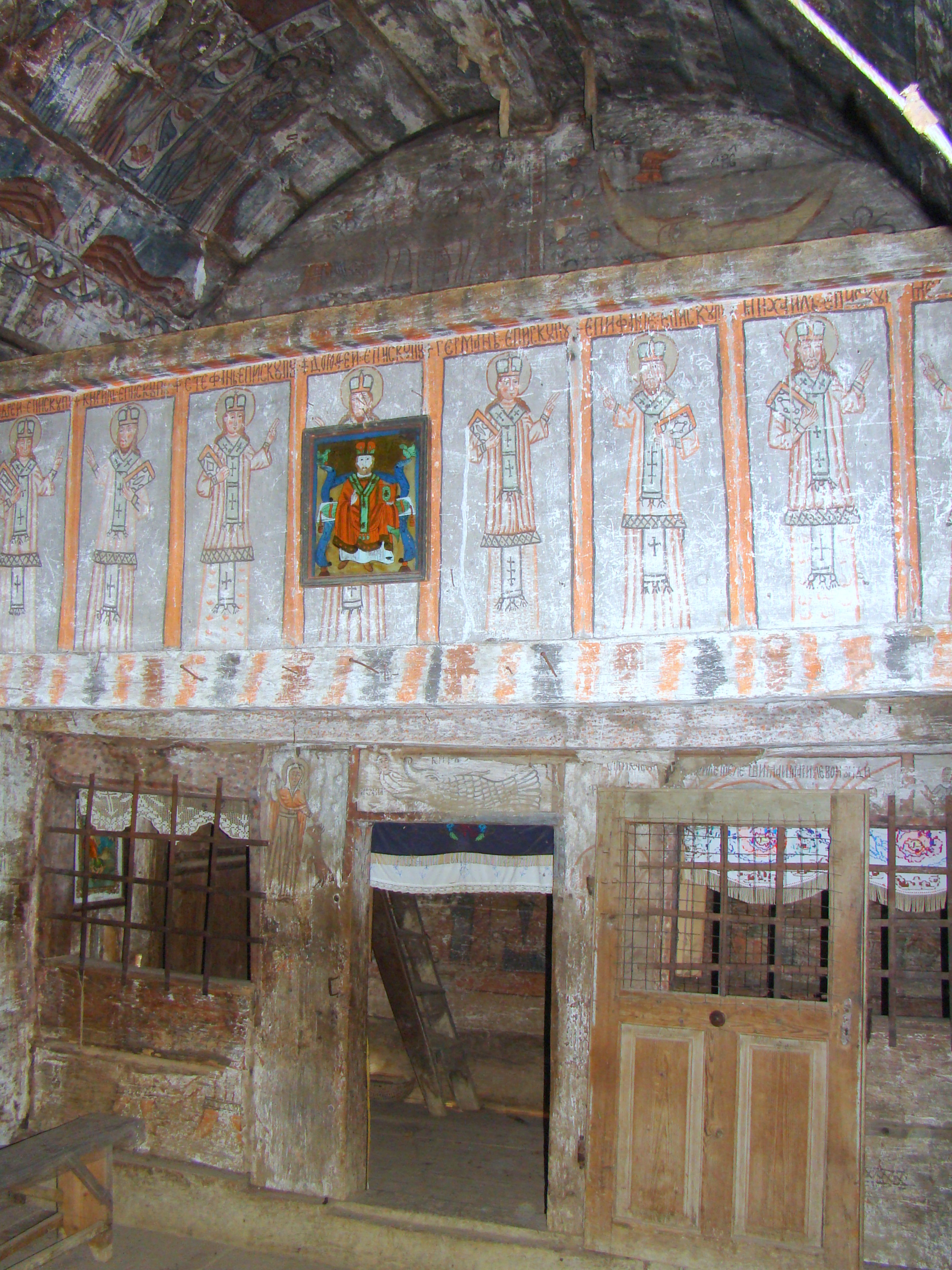
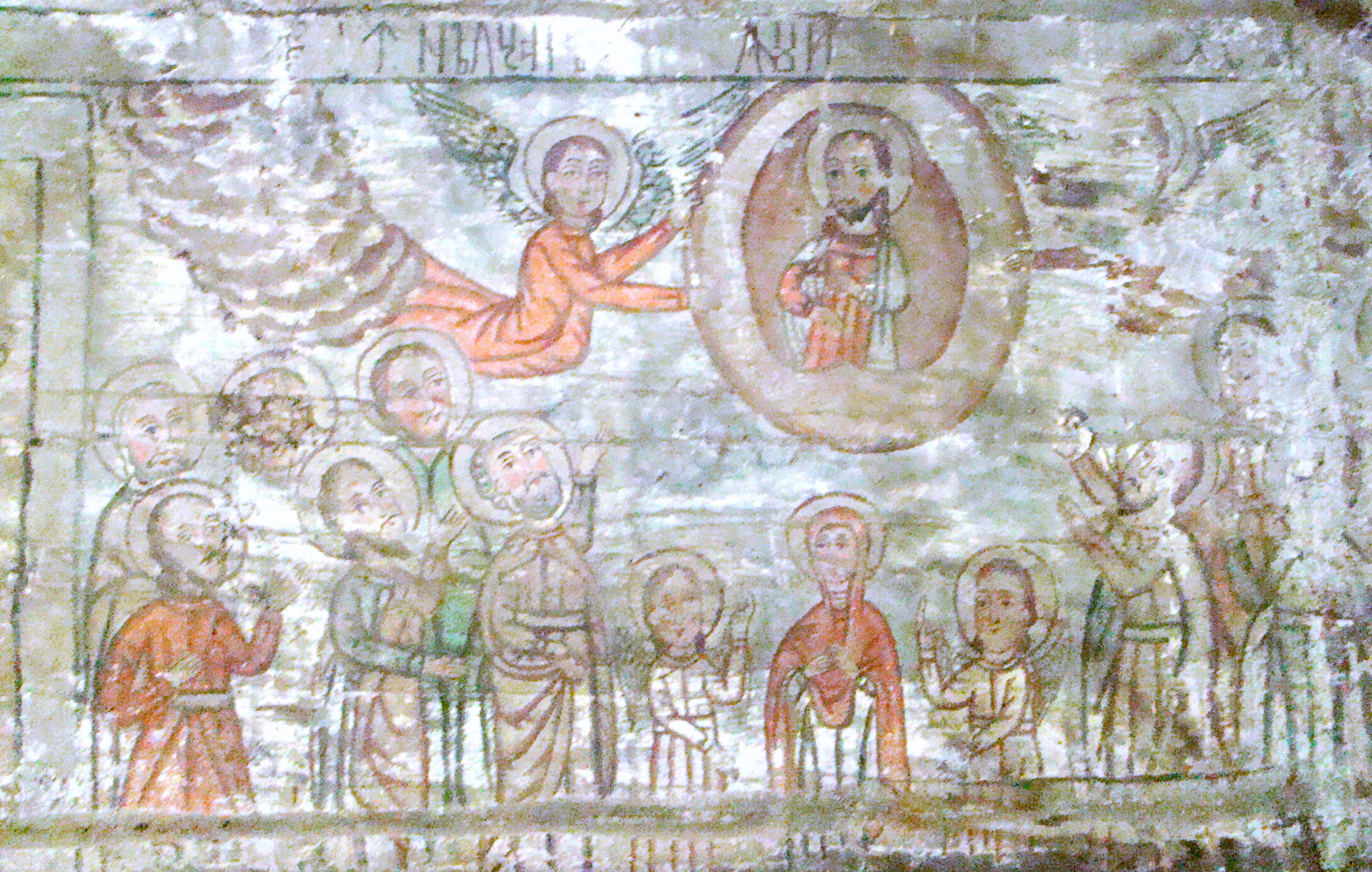
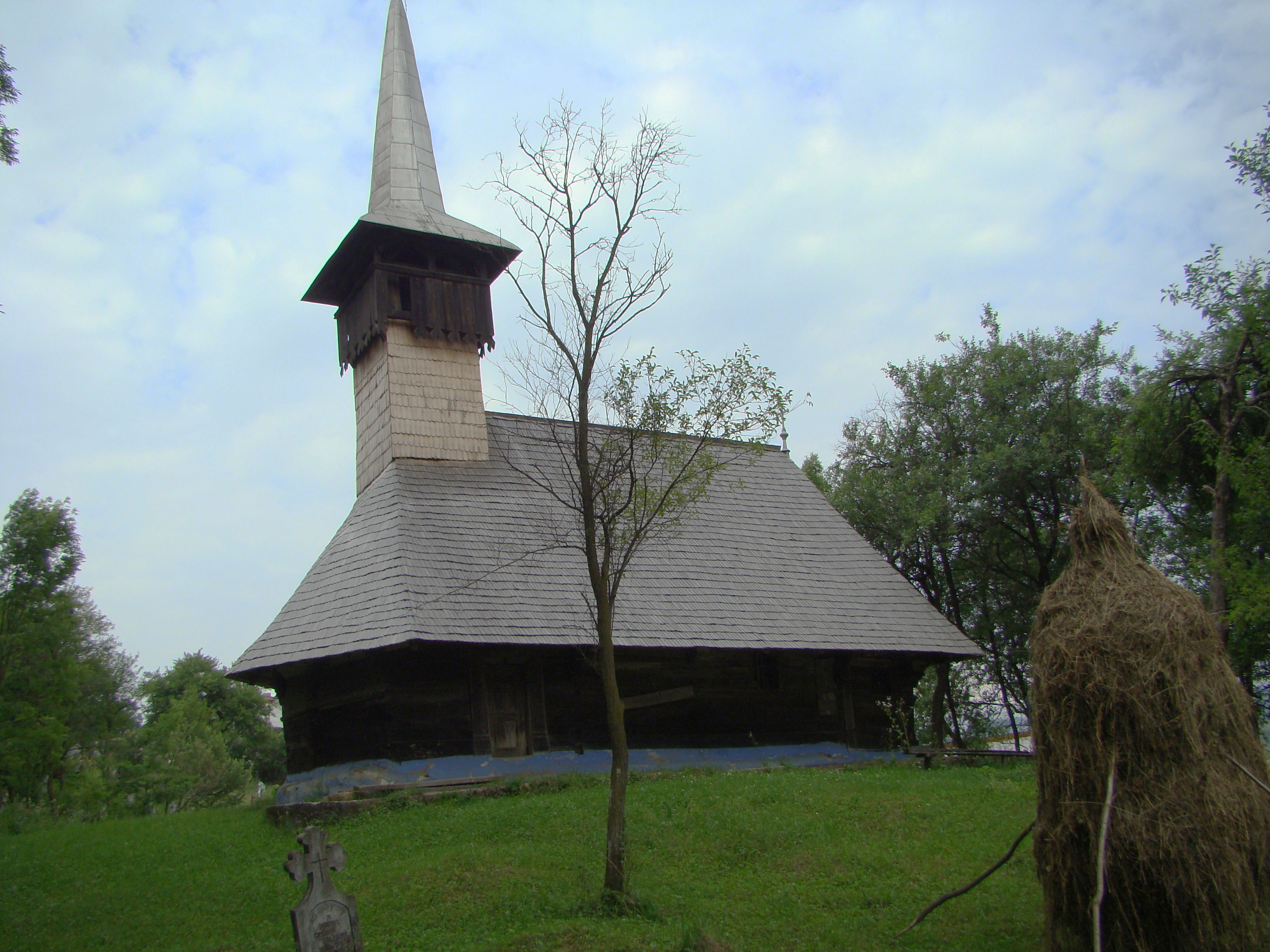
A Szent Arkangyalok fatemplom
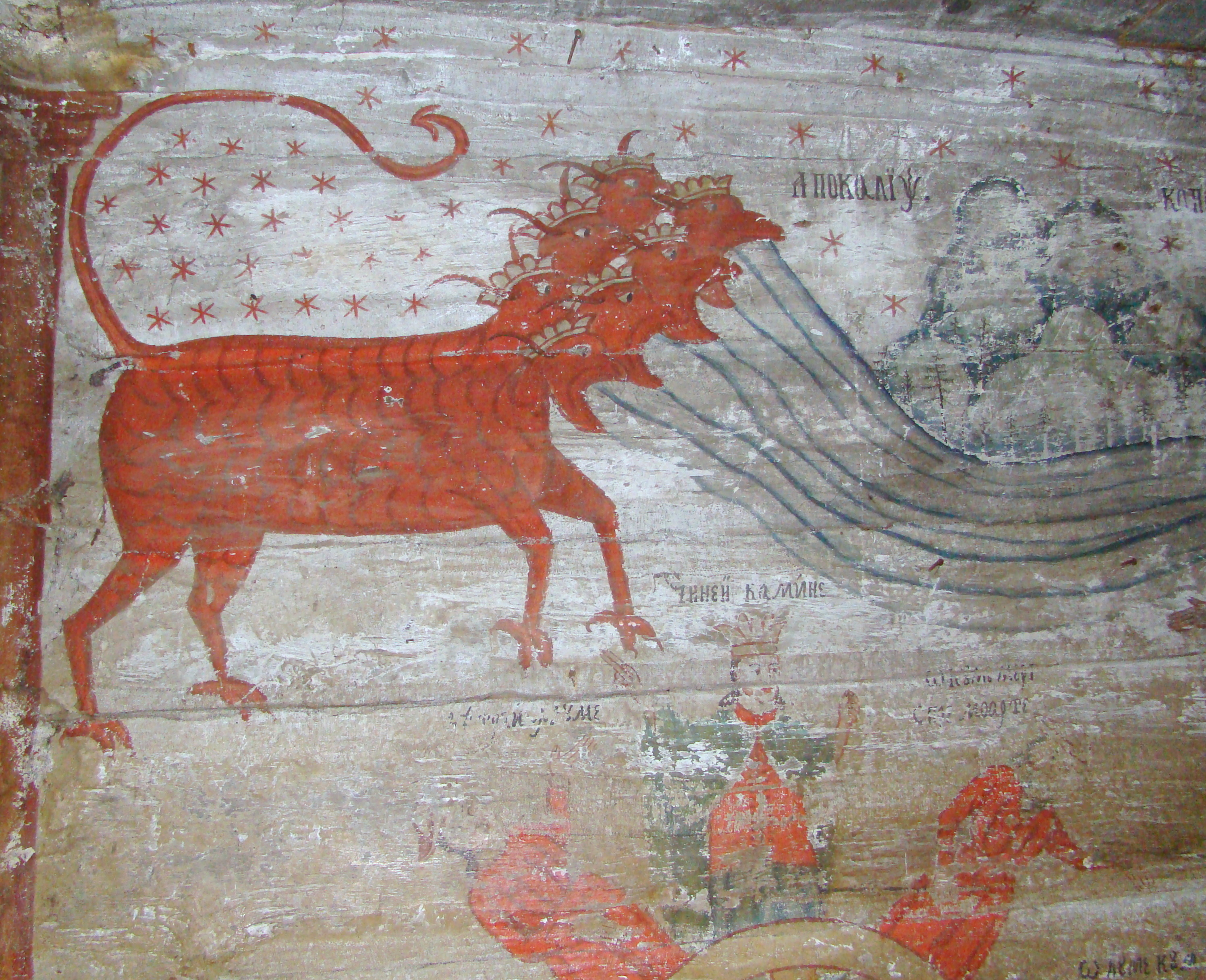
Falfestményei
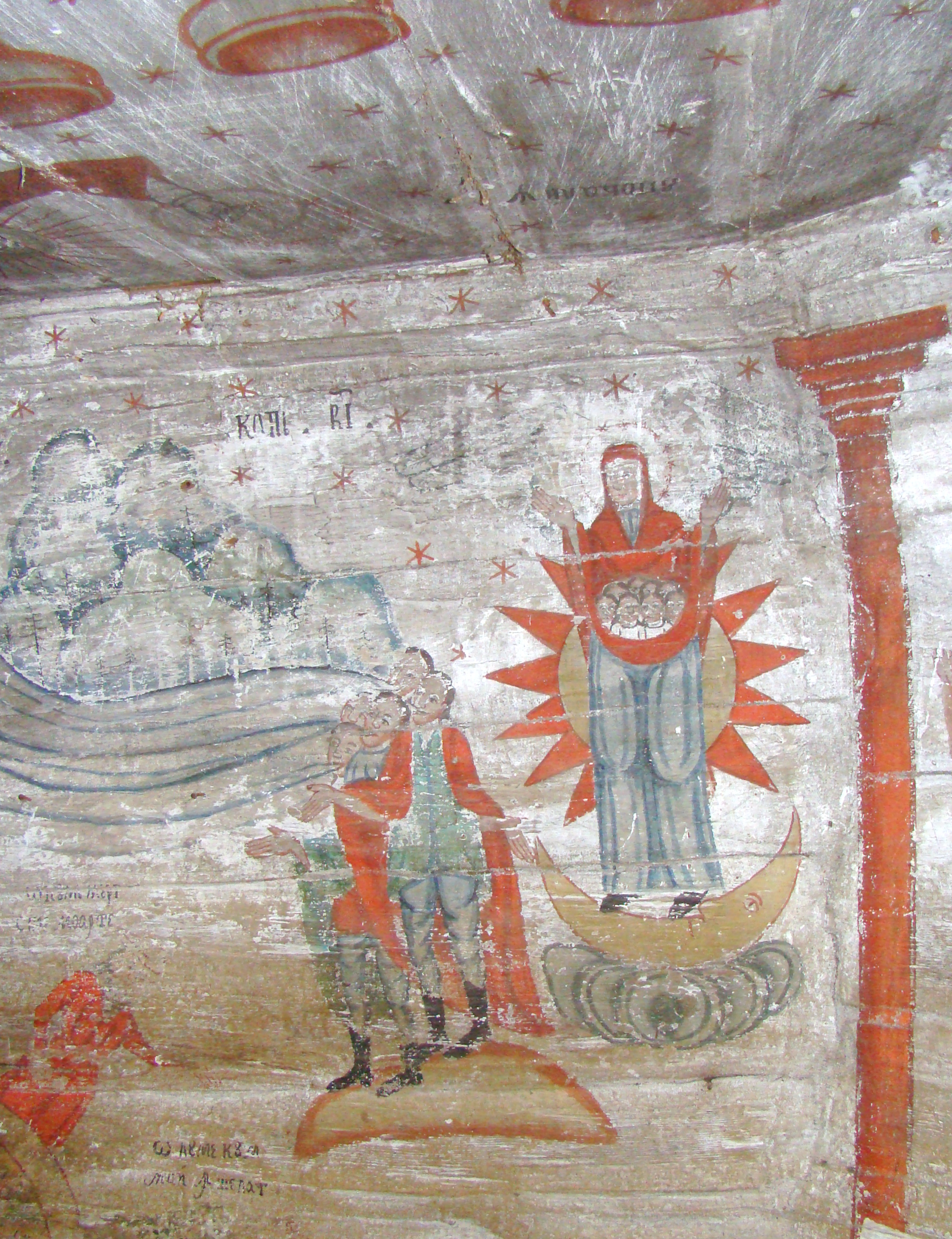
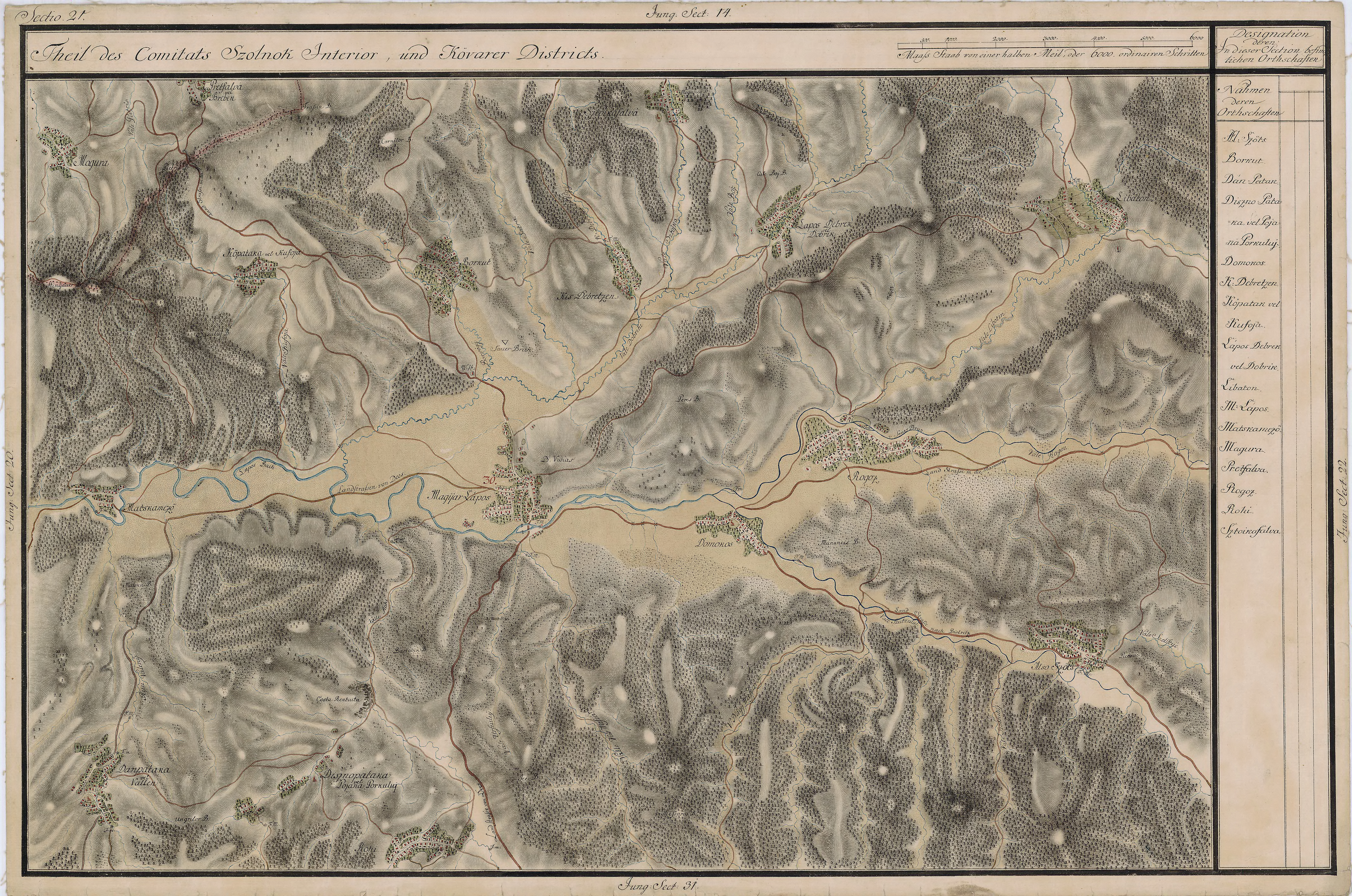
Láposdebrek környéke 1769-1773 között